# Rookie (アダルトビデオ)
Rookie（ルーキー）は、日本のアダルトビデオメーカー。

## 概要
WILLの内部メーカーで、グループ内メーカーの枠を超えた総集編や企画・コラボ作品などが特徴である。他メーカの人気専属女優が多数出演している。DMMと販売委託契約をしている。公式含めて大文字で「ROOKIE」と表記される事が多いが、ロゴは、「Rookie」となっている。
キャッチコピーは「スター女優・監督・プロデューサーが集結!日本を熱くするAll Japan 選抜 AV」、「世界一のチンコ・金玉・亀頭・早漏・母乳から16時間ベストなど幅広いジャンルを網羅した、常に進化し続ける総合メーカー！！」。

## 主なシリーズ
- 超激似シリーズ（2013年3月 - 2019年8月）
- 世界一早漏男の連続射精SEX（2012年3月 - 2020年7月）
- 新・世界一早漏男×◯◯◯◯の金玉がスッカラカンになるまで発射し続ける連続ぶっかけ＆大量中出しSEX（2018年11月 - 2021年4月）
- 世界一ザーメンを大量に発射する男のぶっかけSEX（2010年10月 - 2017年11月）
- 世界で一番大きなチンポを持つ男のSEX（2009年3月 - 2016年1月）
- THE AV WORLD SPECIAL（2009年3月 - 2011年3月）

## 主な出演女優
ランキングはRookie発表のもの。
2013年
- 長谷川リホ（9月）2013年9 - 10月1位
- 瀬名あゆむ（7月）2013年10 - 11月1位
- 篠宮ゆり（7月）2013年7 - 8月1位
- ほのか美空（6 - 7月）2013年7 - 8月1位
- 上馬麻里子（4月）2013年4 - 5月1位
- 瞳リョウ（3月）2013年3 - 4月1位
- 春原未来（2月）2013年10 - 11月1位
- りんか（2月）2013年2 - 3月1位
- 愛咲れいら（1 - 7月）2013年1 - 2月1位
- 美月優芽（1月）2013年1 - 2月1位

2012年
- 上原亜衣（11月 - 2013年12月）2013年12月 - 2014年1月1位
- 三宿まゆ（10月）2012年10 - 11月1位
- さとう遥希（8月 - 2013年12月）2012年9 - 10月・2012年12月 - 2013年1月1位
- 愛内希（8月 - 2013年12月）4代目キャンペーンガール
- 北川みなみ（6 - 12月）2012年5 - 6月1位

2011年
- 沖田杏梨（2011年12月 - 2013年11月）2013年11 - 12月1位
- 結城みさ（7月 - 2013年12月）2012年12月 - 2013年1月1位
- 北川瞳（6月 - 2014年1月）2代目キャンペーンガール
- 仁科百華（6月 - 2013年12月）2013年6 - 7月1位

2010年
- JULIA（12月 - 2014年1月）
- まりか（12月 - 2013年12月）2012年9 - 10月1位
- 管野しずか（9月 - 2013年6月）初代キャンペーンガール
- 水元ゆうな（7月 - 2012年10月）3代目キャンペーンガール
- 天海つばさ（6月 - 2013年12月）

2009年
- 小川あさ美（12月 - 2013年12月）
- 成瀬心美（11月 - 2012年12月）2012年7 - 8月1位
- 大橋未久（8月 - 2013年12月）
- つぼみ（7月 - 2013年12月）
- 初音みのり（6月 - 2014年3月）
- 青木玲（6月 - 2013年7月）2012年11 - 12月1位
- 翔田千里（6月 - 2013年12月）2012年5 - 6月1位
- 水城奈緒（4月 - 2014年1月）2012年11 - 12月1位
- 吉沢明歩（3月 - 2013年11月）
- 麻美ゆま（3月 - 2013年11月）

2017年
- ティア （9月 - ）

2024年
- 賀川かのこ（5月 - ）

## 雑誌
- DMM[2]
- ビデオメイトDX